# Confessions & Doubts Tour
Bei der Confessions & Doubts Tour handelt es sich um die sechste Solo-Tournee des deutschen Synthiepop-Sängers Peter Heppner.

## Hintergrund
Allgemeine Informationen
Bei der Confessions & Doubts Tour handelte es sich um die sechste Tournee von Heppner als Solo-Künstler. Die Tour erstreckte sich über fünfeinhalb Monate und erfolgte in zwei Abschnitten. Der erste Tourabschnitt erfolgte vom 15. November bis zum 16. Dezember 2018 und führte Heppner mit seiner Begleitband durch zwölf deutsche Städte sowie einmal nach Zürich in die Schweiz. In der Schweiz war es nach einem Auftritt auf dem Schwarzen Ball das zweite Konzert Heppners als Solo-Künstler. Der schwarze Ball fand seinerzeit ebenfalls im X-TRA in Zürich statt. Der zweite Tourabschnitt erfolgte vom 11. April bis 28. April 2019 und führte Heppner mit seiner Begleitband durch sieben deutsche Städte sowie dreimal nach Russland. In Russland trat Heppner jeweils zum vierten Mal seiner Karriere in Moskau und Sankt Petersburg auf, in Jekaterinburg spielte er erstmals in seiner Karriere. Die Tour bestand somit aus insgesamt 23 Konzerten. Damit überbot man die My Heart of Stone Tour, die seinerzeit 21 Konzerte umfasste, was die Confessions & Doubts Tour zur größten zusammenhängenden Konzertreihe in Heppners Karriere macht.
Das Bühnenbild bestand lediglich aus drei länglichen Transparenten, die hinter der Band platziert waren. Auf einem Transparent war das Coverbild zu Confessions & Doubts, auf den anderen beiden jeweils ein Schriftzug mit „Heppner“ sowie „Confessions & Doubts“ zu sehen. Als Konzertveranstalter konnte man Protain Concerts für sich gewinnen.
Am 1. März 2018 teilte Heppner erstmals über Facebook mit, dass er zum Jahresende mit seiner Liveband auf Tournee gehen wird. Zunächst wurde die Tour unter dem Titel Confessions Tour 2018 beworben, dem Arbeitstitel des zu dem Zeitpunkt in Arbeit gewesenen Albums. Am 22. Juni 2018 gab Heppner bekannt, dass der Titel des Albums von „Confessions“ in „Confessions & Doubts“ geändert wurde und somit änderte sich auch der Titel der Konzertreihe in Confessions & Doubts Tour 2018. Die Tour wurde unterschiedlich vom Publikum angenommen. Während die Konzerte im Hannover Musikzentrum oder im Kulttempel in Oberhausen im Vorfeld ausverkauft waren, konnte man das Wizemann in Stuttgart lediglich mit 500 Besuchern zur Hälfte füllen. Obwohl nicht alle Konzert ausverkauft waren, gab man noch vor dem eigentlichen Ende der Tour am 7. Dezember 2018 bekannt, dass die Tour im April 2019 um sieben Konzerte in Deutschland erweitert wird. Am 28. Dezember 2018 wurde bekannt, dass der zweite Tourabschnitt um drei Konzerte in Russland erweitert wird.
Besondere Vorkommnisse
Am 15. Dezember 2018 kam es beim Konzert in der Neuen Stadthalle in Langen zu einer Besonderheit. Im Publikum befand sich die Holocaust-Zeitzeugin und Überlebende des Konzentrationslagers Theresienstadt Edith Erbrich. Sie und Heppner haben sich bei einem gemeinsamen Auftritt im ZDF-Servicemagazin kennengelernt. Heppner sprach hierbei vom Musikteatherstück Die Kinder der toten Stadt, bei dem er eine Rolle einnahm. Die Kinder der toten Stadt ist eine Geschichte über das Ghetto Theresienstadt, in der vor allem die Kinder in ebendiesem im Zentrum des Geschehens stehen. Erbrich war als Zeitzeugin und ehemalige Insassin eingeladen. Erbrich und Heppner hielten ab diesem Zeitpunkt den Kontakt. Überraschend kündigte sich Erbrich für das Konzert in ihrer Heimatstadt Langen an. Im Zuge dessen entschloss sich Heppner ihr zu Ehren das Lied Theresienstadt: Hinter der Mauer – das normalerweise nicht Teil des Tourprogramms war – zu spielen. Zu dem Stück wurde Heppner selbst durch das Mitwirken an Die Kinder der toten Stadt inspiriert, womit es auch die Geschichte von Erbrich wiedergibt.

## Vorgruppe

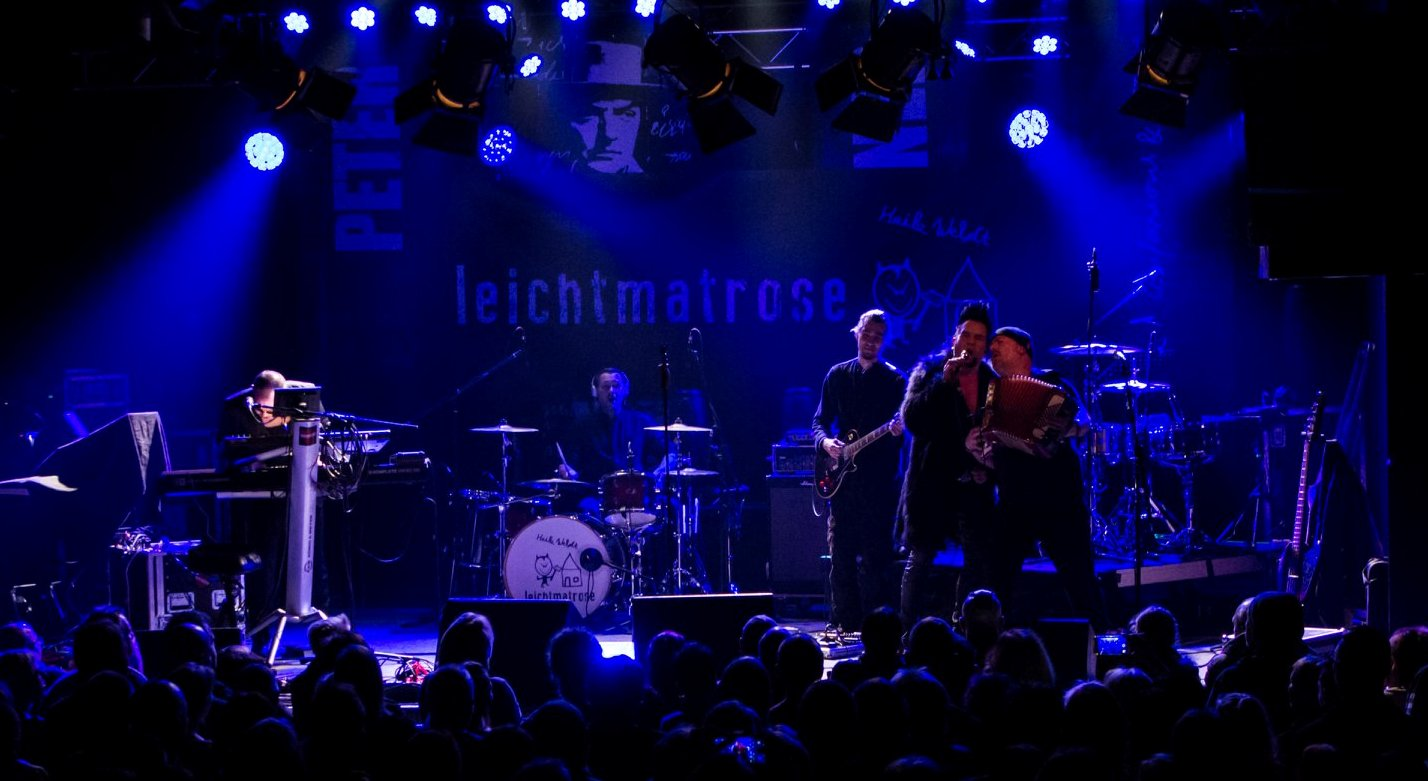
Leichtmatrose in Glauchau.

Am 22. Juni 2018 gab Heppner bekannt, dass ihn bei allen Konzerten des ersten Tourabschnitts die deutsche Elektropop-Band Leichtmatrose im Vorprogramm begleiten wird. Die Band begleite Heppner auch bei allen Deutschlandkonzerten während des zweiten Tourabschnitts. Als Entdecker und Mentor der Band gilt Heppners bekannter Weggefährte Joachim Witt, der auch das Intro eingesprochen hat. Die Setlist von Leichtmatrose bestand aus einer Sammlung von Titeln, die sie in den letzten Jahren veröffentlichten. Ein spezielles Präsentationsalbum während der Tour gab es nicht, wobei mehr als die Hälfte der Titel auf dem letzten Studioalbum Heile Welt zu finden sind. Die Band spielte folgende neun Lieder:
1. Jerusalem
2. Das Schicksal kann ein mieses Arschloch sein
3. Adieu Marie
4. Besser nicht
5. Wenn es Nacht wird in Paris
6. Jonny fand bei den Sternen sein Glück (anders sein)
7. So schmeckt es frei zu sein
8. Hier drüben im Graben
9. Chill Indianer[19]

Mitglieder von Leichtmatrose

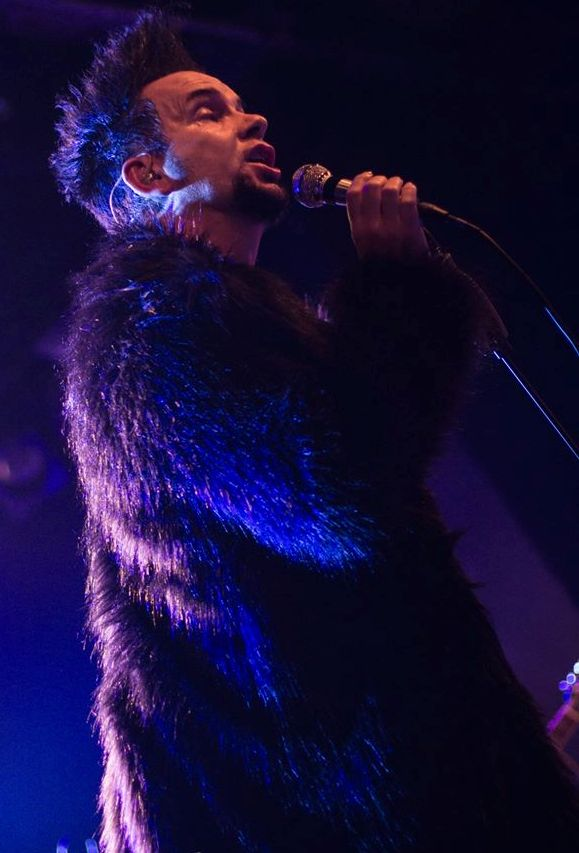
Andreas Stitz
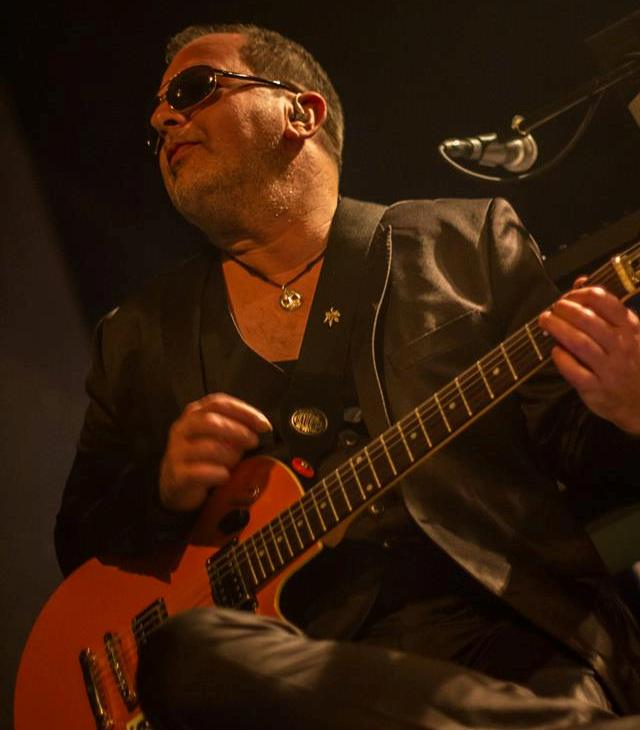
Thomas Fest
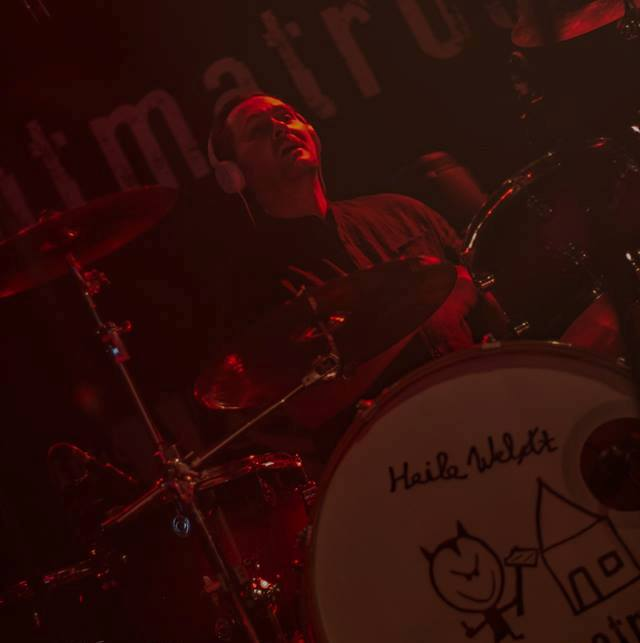
Tom Günzel
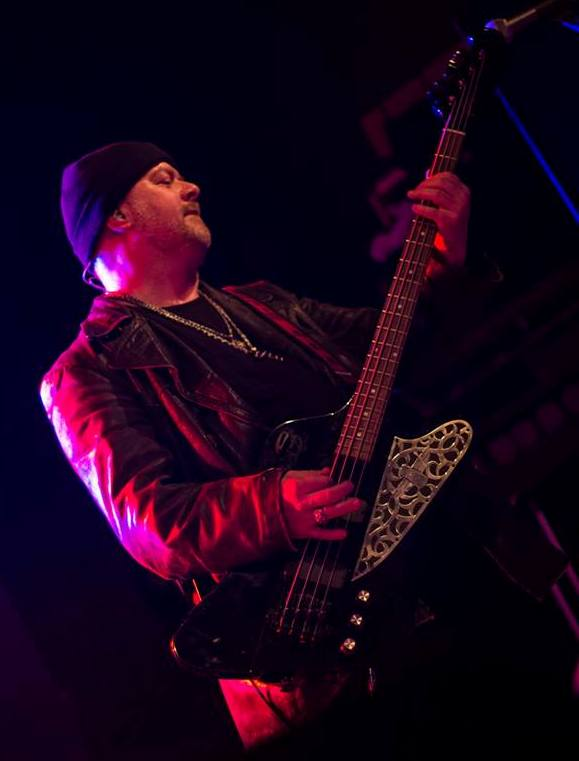
Rick J. Jordan

## Liveband
Während der Tour wurde Heppner erneut von seiner Liveband, die seit der My Heart of Stone Tour aus Achim Färber (Schlagzeug), Carsten Klatte (Gitarre) und Dirk Riegner (Keyboard) besteht, begleitet. Mit Ausnahme eines Konzertes wurden alle Konzerte in dieser Besetzung gespielt. Beim Abschlusskonzert am 16. Dezember 2018 in der Kölner Live Music Hall musste Färber absagen, da dieser an diesem Abend ein Konzert mit seiner Band Automat spielte. Färber wurde durch Lars Watermann ersetzt. Watermann sprang bereits bei einem Konzert der My Heart of Stone Tour für Färber ein, der damals krankheitsbedingt absagen musste. Darüber hinaus war Watermann bereits während Heppners erster Solo-Tournee im Jahr 2009 als Schlagzeuger tätig. Bei der Clubtour im Folgejahr wurde Watermann durch Färber ersetzt.
Band-Mitglieder
- Achim Färber: Schlagzeug (22/23 Konzerte)
- Peter Heppner: Gesang
- Carsten Klatte: Gitarre, Hintergrundgesang
- Dirk Riegner: Keyboard
- Lars Watermann: Schlagzeug (1/23 Konzerte)

## Tourdaten
| Datum             | Stadt            | Veranstaltungsort       | Land        |
| ----------------- | ---------------- | ----------------------- | ----------- |
| 15. November 2018 | Hamburg          | Markthalle              | Deutschland |
| 16. November 2018 | Rostock          | M.A.U. Club             | Deutschland |
| 17. November 2018 | Berlin           | Huxleys neue Welt       | Deutschland |
| 29. November 2018 | Hannover         | Musikzentrum            | Deutschland |
| 30. November 2018 | Leipzig          | Haus Leipzig            | Deutschland |
| 1. Dezember 2018  | Glauchau         | Alte Spinnerei          | Deutschland |
| 8. Dezember 2018  | Magdeburg        | Factory                 | Deutschland |
| 9. Dezember 2018  | Nürnberg         | Hirsch                  | Deutschland |
| 11. Dezember 2018 | Stuttgart        | Im Wizemann             | Deutschland |
| 12. Dezember 2018 | Zürich           | X-TRA                   | Schweiz     |
| 14. Dezember 2018 | Oberhausen       | Kulttempel              | Deutschland |
| 15. Dezember 2018 | Langen           | Neue Stadthalle         | Deutschland |
| 16. Dezember 2018 | Köln-Ehrenfeld   | Live Music Hall         | Deutschland |
| 11. April 2019    | Potsdam          | Waschhaus               | Deutschland |
| 12. April 2019    | Görlitz          | Landskron Kulturbrauere | Deutschland |
| 13. April 2019    | Jena             | F-Haus                  | Deutschland |
| 19. April 2019    | Sankt Petersburg | Club Zal                | Russland    |
| 20. April 2019    | Moskau           | TEATR Club              | Russland    |
| 21. April 2019    | Jekaterinburg    | Dom Pechati             | Russland    |
| 25. April 2019    | München          | Backstage Werk          | Deutschland |
| 26. April 2019    | Mannheim         | MS-Connexion            | Deutschland |
| 27. April 2019    | Braunschweig     | Lokpark Braunschweig    | Deutschland |
| 28. April 2019    | Krefeld          | Kulturfabrik            | Deutschland |

## Setlist
Während der Tour präsentierte Heppner mit seiner Liveband 27 unterschiedliche Titel. Das Repertoire bestand aus einem Elektropop-Set mit deutschen- und englischsprachigen Liedern. Die Größe der Setlist variierte hierbei an den einzelnen Abenden zwischen 24 und 27 Liedern. Nach dem bereits die Vorjahrestour 30 Years of Heppner – mit 22 bzw. 23 Liedern – das größte Konzertprogramm von Heppners Solo-Karriere darstellte, überbot man dies mit dieser Konzertreihe.
Die Setlist bestand zu zwei Dritteln aus Stücken der neuen Alben Confessions & Doubts und TanzZwang sowie jeweils einer kleinen Auswahl an Liedern seiner ersten beiden Soloalben, einer Zusammenstellung von älteren Gastbeiträgen und Wolfsheim-Stücken. Aus dem dritten Studioalbum Confessions & Doubts spielte Heppner alle Stücke, mit Ausnahme von Chance und Gib mir doch’n Grund. Letzteres war jedoch schon Teil von Peter Heppner Akustik 2014/15 und wurde seinerzeit als eines von zwei neuen Stücken neben Good Things Break präsentiert; Chance hingegen wurde bis zu diesem Zeitpunkt auf keiner Tournee gespielt. Das Lied Theresienstadt: Hinter der Mauer war ebenfalls nicht als Programmpunkt geplant. Die Band spielte es lediglich an einem Abend zu Ehren der anwesenden Holocaust-Zeitzeugin und Überlebende des KZ Theresienstadt Edith Erbrich, am 15. Dezember 2018 in Langen. Mit Best Things in Life und I Will Hurt You fehlten aus dem Remixalbum TanzZwang ebenfalls zwei Titel. Das Lied Fremd in diesem Land war fester Bestandteil der Tour, beim Tourauftakt in der Hamburger Markthalle wurde der Titel überdies zweimal gespielt. Zunächst wurde eine kurze Version des Stückes inmitten des Konzertes gespielt, später war das Lied in seiner vollen Version Teil der Zugabe. Aus dem zweiten Studioalbum My Heart of Stone spielte die Band die beiden Titel Deserve to Be Alone sowie Meine Welt, wobei ersteres nur beim Tourauftakt in der Hamburger Markthalle präsentiert wurde. Aus seinem Debütalbum solo spielte Heppner mit Alleinesein und Das geht vorbei … ebenfalls zwei Stücke. Bei den Titeln Die Flut, Leben … I Feel You und Wir sind wir handelt es sich um vergangene Gastbeiträge. Die Titel Kein Zurück, Künstliche Welten, Once in a Lifetime und The Sparrows and the Nightingales entstammen dem Wolfsheim-Repertoire.
Während der Tour variierte nicht nur die Anzahl der gespielten Titel, sondern auch deren Ansetzung. Der Showbeginn blieb hiervon stets unberücksichtigt und setzte sich aus dem Eröffnungslied Unloveable sowie Alleinesein und Meine Welt zusammen. Bis zum Konzert im Factory in Magdeburg spielte Heppner mit seiner Liveband zwei Zugaben mit insgesamt fünf bis sechs Titeln. Ab dem Konzert im Hirsch in Nürnberg wurde nur noch eine Zugabe mit vier Titeln gespielt. Die Titel, die zuvor noch Teil der Zugabe waren, wurden fortan während des Hauptteils gespielt und entfielen somit nicht. Teile der Zugaben unterschieden sich von Abend zu Abend, lediglich die Titel Das geht vorbei …, Kein Zurück und Künstliche Welten waren immer Teil der Zugabe. Das Lied Herz (Metropolis) war – mit einer Ausnahme in Nürnberg – ebenfalls immer Bestandteil der Zugabe. Nachdem die letzten vier Jahre das Anna-Sten-Cover Ich weiß nicht, zu wem ich gehöre immer den Konzertabschluss bildete, wurde das Stück durch Das geht vorbei … abgelöst.
Liste der gespielten Lieder während der Tour
| Titel                             | 01 | 02 | 03 | 04 | 05 | 06 | 07 | 08 | 09 | 10 | 11 | 12 | 13 | 14 | 15 | 16 | 17 | 18 | 19 | 20 | 21 | 22 | 23 |
| --------------------------------- | -- | -- | -- | -- | -- | -- | -- | -- | -- | -- | -- | -- | -- | -- | -- | -- | -- | -- | -- | -- | -- | -- | -- |
| All Is Shadow                     | 11 | 10 | 10 | 9  | 9  | 9  | 9  | 9  | 9  | 9  | 9  | 10 | 10 | 9  | 9  | 9  | 9  | 9  | 9  | 9  | 9  | 9  | 9  |
| Alleinesein                       | 2  | 2  | 2  | 2  | 2  | 2  | 2  | 2  | 2  | 2  | 2  | 2  | 2  | 2  | 2  | 2  | 2  | 2  | 2  | 2  | 2  | 2  | 2  |
| Das geht vorbei …                 | 27 | 25 | 25 | 25 | 25 | 25 | 25 | 24 | 24 | 24 | 24 | 25 | 25 | 24 | 24 | 24 | 24 | 24 | 24 | 24 | 24 | 24 | 24 |
| Deserve to Be Alone               | 6  | x  | x  | x  | x  | x  | x  | x  | x  | x  | x  | x  | x  | x  | x  | x  | x  | x  | x  | x  | x  | x  | x  |
| Die Flut                          | 20 | 19 | 18 | 18 | 18 | 18 | 18 | 19 | 19 | 20 | 20 | 21 | 21 | 20 | 20 | 20 | 20 | 20 | 20 | 20 | 20 | 20 | 20 |
| Fremd in diesem Land              | 24 | 16 | 15 | 14 | 14 | 14 | 14 | 14 | 14 | 14 | 14 | 15 | 15 | 13 | 13 | 13 | 13 | 13 | 13 | 13 | 13 | 13 | 13 |
| Good Things Break                 | 4  | 4  | 5  | 5  | 5  | 5  | 5  | 5  | 5  | 5  | 5  | 6  | 6  | 6  | 6  | 6  | 6  | 6  | 6  | 6  | 6  | 6  | 6  |
| Herz (Metropolis)                 | 22 | 21 | 20 | 20 | 20 | 20 | 20 | 18 | 21 | 21 | 21 | 22 | 22 | 21 | 21 | 21 | 21 | 21 | 21 | 21 | 21 | 21 | 21 |
| Hermann Hesse: Im Nebel           | 18 | 17 | 17 | 17 | 17 | 17 | 17 | x  | x  | x  | x  | x  | 5  | x  | x  | x  | x  | x  | x  | x  | x  | x  | x  |
| Just One Word                     | 9  | 8  | 8  | 7  | 7  | 7  | 7  | 7  | 7  | 7  | 7  | 8  | 8  | 8  | 8  | 8  | 8  | 8  | 8  | 8  | 8  | 8  | 8  |
| Kein Zurück                       | 23 | 22 | 22 | 22 | 22 | 22 | 22 | 23 | 23 | 23 | 23 | 24 | 24 | 23 | 23 | 23 | 23 | 23 | 23 | 23 | 23 | 23 | 23 |
| Künstliche Welten                 | 26 | 24 | 24 | 24 | 24 | 24 | 24 | 22 | 22 | 22 | 22 | 23 | 23 | 22 | 22 | 22 | 22 | 22 | 22 | 22 | 22 | 22 | 22 |
| Leben … I Feel You                | 15 | 14 | 21 | 21 | 21 | 21 | 21 | 21 | 18 | 18 | 18 | 19 | 19 | 18 | 18 | 18 | 18 | 18 | 18 | 18 | 18 | 18 | 18 |
| Meine Welt                        | 3  | 3  | 3  | 3  | 3  | 3  | 3  | 3  | 3  | 3  | 3  | 3  | 3  | 3  | 3  | 3  | 3  | 3  | 3  | 3  | 3  | 3  | 3  |
| Nothing Ends                      | 19 | 18 | 16 | 15 | 15 | 15 | 15 | 16 | 16 | 16 | 16 | 17 | 17 | 15 | 15 | 15 | 15 | 15 | 15 | 15 | 15 | 15 | 15 |
| Once Again                        | 10 | 9  | 9  | 8  | 8  | 8  | 8  | 8  | 8  | 8  | 8  | 9  | 9  | 5  | 5  | 5  | 5  | 5  | 5  | 5  | 5  | 5  | 5  |
| Once in a Lifetime                | 8  | 7  | 7  | 6  | 6  | 6  | 6  | 6  | 6  | 6  | 6  | 7  | 7  | 7  | 7  | 7  | 7  | 7  | 7  | 7  | 7  | 7  | 7  |
| Sedate Yourself                   | 13 | 12 | 12 | 11 | 11 | 11 | 11 | 11 | 11 | 11 | 11 | 12 | 12 | 10 | 10 | 10 | 10 | 10 | 10 | 10 | 10 | 10 | 10 |
| The Sparrows and the Nightingales | 5  | 5  | 6  | 13 | 13 | 13 | 13 | 13 | 13 | 13 | 13 | 14 | 14 | 12 | 12 | 12 | 12 | 12 | 12 | 12 | 12 | 12 | 12 |
| Standing Tall                     | 12 | 11 | 11 | 10 | 10 | 10 | 10 | 10 | 10 | 10 | 10 | 11 | 11 | 17 | 17 | 17 | 17 | 17 | 17 | 17 | 17 | 17 | 17 |
| Theresienstadt: Hinter der Mauer  | x  | x  | x  | x  | x  | x  | x  | x  | x  | x  | x  | 5  | x  | x  | x  | x  | x  | x  | x  | x  | x  | x  | x  |
| … und ich tanz’                   | 14 | 13 | 13 | 12 | 12 | 12 | 12 | 12 | 12 | 12 | 12 | 13 | 13 | 11 | 11 | 11 | 11 | 11 | 11 | 11 | 11 | 11 | 11 |
| Unloveable                        | 1  | 1  | 1  | 1  | 1  | 1  | 1  | 1  | 1  | 1  | 1  | 1  | 1  | 1  | 1  | 1  | 1  | 1  | 1  | 1  | 1  | 1  | 1  |
| Viele schöne Stunden              | 25 | 23 | 23 | 23 | 23 | 23 | 23 | 15 | 15 | 15 | 15 | 16 | 16 | 14 | 14 | 14 | 14 | 14 | 14 | 14 | 14 | 14 | 14 |
| Was bleibt?                       | 16 | 15 | 14 | 16 | 16 | 16 | 16 | 17 | 17 | 17 | 17 | 18 | 18 | 16 | 16 | 16 | 16 | 16 | 16 | 16 | 16 | 16 | 16 |
| Wir sind wir                      | 21 | 20 | 19 | 19 | 19 | 19 | 19 | 20 | 20 | 19 | 19 | 20 | 20 | 19 | 19 | 19 | 19 | 19 | 19 | 19 | 19 | 19 | 19 |
| You Don’t Love Me                 | 7  | 6  | 4  | 4  | 4  | 4  | 4  | 4  | 4  | 4  | 4  | 4  | 4  | 4  | 4  | 4  | 4  | 4  | 4  | 4  | 4  | 4  | 4  |

Legende:
- x – Titel wurde an besagten Abend nicht gespielt.
- kursiv – Titel war Teil der Zugabe.

## Rezeption
- Nach dem Auftakt der Tournee in der Hamburger Markthalle sendete der deutsche Fernsehsender Sat.1 hierzu einen Beitrag in der Nachrichtensendung 17:30 Sat.1. Das Format berichtete hierbei davon, dass die rund 800 Fans von dem Konzert begeistert gewesen seien, wozu sie sich auch Zuschauerstimmen einholten. Heppner habe – in für ihn typischer Manier – mit Melancholie für gute Laune an dem Abend gesorgt.[44]

- Marius Meyer von monkeypress.com bezeichnete Leichtmatrose als „lohnenswertes Vorprogramm“, welches beim Publikum überzeugen konnte. Aus anfangs skeptischen Blicken im Publikum vermochte die Band es im Laufe ihres Auftritts immer mehr, auch die Fans Heppners für sich zu begeistern. Man könne sich sicher sein, dass sich die Fanbase mit dem Auftritt vergrößert habe. Heppner eröffnete später die Show mit dem ruhigen Opener Unloveable. Das folgende Alleinesein läutete ein „Best-Of-Programm“ ein, in dessen Zuge man sich mittendrin in der langen Historie des Künstlers befunden hätte. Eine Historie, die dabei einen Eindruck der Zeitlosigkeit hinterlasse. Man wundere sich beispielsweise direkt, dass besagtes Alleinesein vor bereits zehn Jahren veröffentlicht wurde. Auch ein ziemlich früh gespieltes The Sparrows and the Nightingales untermauere den Eindruck der Zeitlosigkeit. Mit Liedern wie diesen und gleichermaßen neueren Stücken im Gepäck habe es Heppner geschafft, den Spannungsbogen bis zum Schluss aufrechtzuerhalten. Mit einem Medley inmitten des Konzerts wurden einige Stücke der neuen Alben „gekonnt“ zusammengelegt, wobei sich das Publikum auch hier schon textsicher gezeigt habe. Heppner habe man während des Konzertes „sichtlichen Spaß“ angesehen und der Band merkte man an, dass sie inzwischen sehr eingespielt sei. Bei diesen gegebenen Voraussetzungen sei es folglich auch kein Wunder gewesen, dass mit dem regulären Set noch nicht Schluss gewesen ist. Zweimal sei die Band noch für jeweils drei Zugaben zurückgekommen, mit dem sie das Publikum weiter begeistert haben. Die Stunden in Huxleys neuer Welt seien „definitiv“ schön gewesen, vom Beginn der Vorgruppe hin bis zum Abschluss der Hauptshow. Es sei ein rundum gelungener Abend gewesen.[19]

- Christof Hammer von den Stuttgarter Nachrichten beschrieb das Konzert als „100 Minuten Elektropop der guten alten Schule“. Entweder marschiere die Musik im New-Wave-Stil der späten 1980er durch flotte „Tempi“ und „hübsche Melodien“ oder der Klang „mäandere“ in „eisiger Schönheit“ durch „Melancholie“, „Schwermut“ und „Romantik“. Die Darstellung Heppners hinter einem Stehpult mit Liederbuch beschrieb Hammer als recht gewöhnungsbedürftige Art der „Vokalperformance“, die eher an eine Lesung als an ein Popkonzert erinnere. Musikalisch würde sich Heppner seit 30 Jahren treu zeigen, doch das souveräne „Sich-treu-Bleiben“ siege an diesem Abend deutlich über den Zwang des permanenten „Sich-neu-Erfindens“.[11]